# Анненков, Николай Иванович
Никола́й Ива́нович А́нненков (21 апреля [3 мая] 1819, Псковская губерния, Российская империя — 9 [21] августа 1889, Санкт-Петербург, Российская империя) — русский учёный, ботаник, лесовод и фенолог, деятель сельского хозяйства. Автор первого печатного русского словаря названий растений (1859).

## Биография
Родился 21 апреля (3 мая) 1819 года. Происходил из дворян Псковской губернии.
Первоначальное воспитание получил в частном пансионе в Москве, затем в 1-й Московской гимназии, затем до 1843 года своекоштным студентом учился на 2-м — физико-математическом отделении — философского факультета Московского университета (был выпущен первым кандидатом по отделению естественных наук), по окончании которого поступил старшим учителем географии в 3-ю Московскую гимназию.
Ещё будучи студентом Анненков обратил на себя внимание профессоров — зоолога К. Ф. Рулье и ботаника Ф. Б. фон Фишера, из которых первый руководил его практическими занятиями геологией, зоологией и палеонтологией в окрестностях Москвы, а второй рекомендовал его Московскому обществу сельского хозяйства для ботанических работ.
С 1844 по 1863 год он преподавал ботанику в Московской земледельческой школе Московского общества сельского хозяйства, где с 1851 года был также инспектором, а с 1853 до марта 1863 и директором. В 1845 году преподавал географию во 2-й Московской гимназии, а в 1847 году — в Александринском сиротском институте.
В 1849—1851 годах Анненков издал первый в России гербарий флоры Московской губернии, где рассмотрел около 800 видов растений.
В 1850 году по поручению Московского общества сельского хозяйства Анненков ездил в имение Шатилова (село Моховое Тульской губернии) для изучения способов культуры леса и обозрения лесных питомников, устроенных лесничим Ф. Х. Майером. Эта поездка была описана Анненковым под заглавием «Поездка в село Моховое 1850» и помещена тогда же в «Журнале Московского общества сельского хозяйства».
В 1851 году Анненков ездил по поручению Общества в Лондон для обозрения Всемирной выставки и изучения способов преподавания в различных западноевропейских сельскохозяйственных школах; тогда же издал свой курс «Лесоводства» (М., 1851) для Земледельческой школы.
В 1854 году был избран директором Лесного комитета, вновь учреждённого при Московском обществе сельского хозяйства, и в течение двух лет издал два тома «Записок Комитета лесоводства» (1857 и 1859).
В 1857 году Анненков был избран также директором Комитета акклиматизации растений, учреждённого тогда же при Московском обществе сельского хозяйства, и в следующем году под его редакцией был издан 1-й том «Записок» этого комитета. Всё внимание Анненкова в это время было обращено на акклиматизацию различных древесных пород, кустарниковых и других хозяйственных растений в саду Земледельческой школы. Список разводимых им растений был напечатан в «Журнале садоводства» (1856) и награждён в Париже Французским обществом акклиматизации (годичное заседание 12 февраля 1858 года) большой золотой медалью.
В 1861—1863 годах издавал «Газету для сельских хозяев», редактировал журнал «Сельское хозяйство».
С 1863 года состоял директором Главного училища садоводства в Умани в Киевской губернии, а после его реорганизации в 1868 году — директором Уманского училища земледелия и садоводства и Царицына сада в Софиевке. Служил там до 1875 года, когда из-за болезни должен был ехать за границу для лечения, почему и вышел в отставку.
Замечательный труд Анненкова — эксикат «Flora Mosquensis exsiccata» — первое в России издание сухих экземпляров растений, как явнобрачных, так и тайнобрачных, выходившее выпусками по сто растений в каждом (всего издано восемьсот). Издание встретило положительный отклик и послужило примером для целого ряда трудов подобного рода; в Воронежской, Могилёвской, Орловской губерниях и в Одесском градоначальстве были собраны и изданы высушенные образцы местной растительности с объяснительным указателем к ним. За это издание Анненков был награждён Императорским Московским обществом сельского хозяйства большой серебряной медалью. Свои эксикаты растений московской флоры Анненков регулярно дарил Гербарию Московского университета.
Обширный гербарий Анненкова был пожертвован им Петровской сельскохозяйственной академии.

## «Ботанический словарь»
Давно замеченное затруднение, встречаемое при чтении ботанических сочинений, в которых описываемые растения называются или одними русскими названиями, или одними латинскими, было устранено Анненковым изданием собрания простонародных названий русских растений под именем «Простонародные названия русских растений» (М., 1858). Книга обратила на себя всеобщее внимание, и вскоре весь её тираж был раскуплен. Вслед за выходом этого издания в свет Анненков стал получать со всех концов России новые материалы, что побудило его заняться пересоставлением книги заново, с многочисленными дополнениями (в частности, с прибавлением названий растений на разных языках). Со страниц журнала «Сельское хозяйство» Анненков обратился «ко всем просвещённым читателям» с просьбой содействовать дальнейшему сбору информации. Спустя год книга была им переработана в более серьёзное собрание местных названий как русских, так и многих иностранных растений на русском, французском, немецком, латинском языках и на языках различных этносов, проживающих на территории России, — это было пособие, облегчающее чтение ботанических сочинений, изданное под названием «Ботанический словарь» (М., 1859). Труд этот был встречен как учёными, так и обществом чрезвычайно благосклонно. Так, харьковский ботаник К. С. Горницкий составил свой «Список русских и немногих инородческих названий растений» (1887, 1890), указав, что он является дополнением к «Ботаническому словарю» Анненкова. Академия наук, при XXIX присуждении Демидовских премий, удостоила труд Анненкова, за недостатком премий, почётным отзывом. Кроме того, Анненков получил от Александра II бриллиантовый перстень с рубином. Академия наук передала автору «Словаря…» все материалы, относящиеся к названиям растений и их народному, медицинскому и техническому применению, извлечённые Ф. И. Рупрехтом из многочисленных гербариев, собранных офицерами корпуса лесничих в большей части губерний Российской империи. Вместе с тем Академия в своём отзыве выразила мнение о том, что «было бы желательно видеть в новом издании словаря филологическое объяснение происхождения разных названий на русском языке». Поощрённый успехом, Анненков задумал переработать свою книгу по новому, более обширному плану, удовлетворяющему не только специалистов, но и простых любителей сочинений о растениях.
С 1860 года Анненков издавал журнал «Сельское хозяйство» и трудился над новым изданием своего словаря, который, значительно увеличенный и вновь переработанный, вышел в свет в 1878 году под названием «Ботанический словарь. Справочная книга для ботаников, сельских хозяев, садоводов, лесоводов, фармацевтов, врачей, дрогистов, путешественников по России и др.» (СПб.; XXII, 646 с.). Главная цель словаря состояла в том, чтобы по принятому в то время в науке латинскому названию растения дать возможность отыскать все его простонародные или книжные названия, и наоборот. Для этого словарь был разбит на две главные части: в одной были приведены в алфавитном порядке (как наиболее удобном для отыскания) все латинские названия растений и при каждом из них — все его простонародные и книжные названия; в другой, наоборот, — в алфавитном порядке все простонародные и книжные названия растений с указанием их систематических латинских названий.
Автор привёл все названия растений (даже у Гомера, Гесиода, Вергилия, Теофраста, Диоскорида, Плиния и других древних) на французском, немецком, английском языках, а также славянских: русском, польском, чешском, сербском, лужицком, болгарском и языках других славянских народов; на языках народов и народностей России, причём для каждого растения было указано его место в системе науки, родина и синонимия, употребление в медицине, технике, фармации и домашнем быту, приведены библейские и знахарские названия. Сопоставление древних и новых научных и простонародных названий давало основание для выводов, какие из названий коренные, а какие — заимствованные, а там, где существующее название заимствовано от корня, вышедшего из употребления в русском разговорном языке, по возможности были объяснены эти названия. Во второй части «Словаря…» в виде особых глав помещены «Фармацевтические и технические названия растений и их частей», «Названия растений у древних греческих и римских авторов», которые ещё более увеличивают значение словаря.
Несмотря на некоторые пропуски и неполноту, неизбежные в подобной работе, а потому и весьма извинительные, автор во всяком случае потратил на составление этого в высшей степени кропотливого, но вместе с тем и весьма полезного сочинения массу времени и труда. Словарь этот, по общему отзыву специалистов, в то время представлялся единственным в своём роде, а Х. Я. Гоби отмечал, что это сочинение «и по сие время представляется в своём роде единственным, не только в русской литературе, но и в литературе вообще».

## Награды
Среди прочих поощрений за свои учёные труды Анненков получил:
- бриллиантовый перстень с рубином (за «Ботанический словарь») от императора Александра II;
- Большую золотую медаль от Императорского Парижского общества акклиматизации[фр.];
- Большую золотую медаль от Московского общества акклиматизации;
- Среднюю золотую медаль от Московского общества любителей садоводства;
- Большую серебряную медаль от Императорского вольного экономического общества.

За свои заслуги Анненков был избран почётным членом Императорского Русского общества акклиматизации животных и растений, Московского физико-медицинского общества, Королевского Саксонского сельскохозяйственного общества, Эстляндского общества сельского хозяйства, действительным членом Императорского Московского общества естествоиспытателей, Санкт-Петербургского общества естествоиспытателей, Киевского общества естествоиспытателей, Императорского вольного экономического общества, Императорского Российского общества садоводства, Московского общества любителей садоводства, Киевского общества садоводства, Королевского Прусского общества акклиматизации, Императорского Парижского общества садоводства, Кавказского общества сельского хозяйства.

## Труды
Основные работы Анненкова посвящены флористике, фенологии, акклиматизации культурных растений, лесоводству, мелкие — овцеводству, шелководству, описанию Ботанических садов Кью.
- Observations sur la floraison de quelques plantes cultivées, faites à Moscou pendant les années 1844, 1845, 1846, 1847 et 1848 (фр.) // Bulletin de la Société Impériale des Naturalistes de Moscou. — 1849. — Vol. III. — P. 257—280. — то же, Erman, Archiv X, 1851, pp. 234—259.
- Flora mosquensis exsiccata. Cent. I—V (фр.) // Bulletin de la Société Impériale des Naturalistes de Moscou. — 1849. — Vol. IV. — P. 620—624. — эксикат флоры Московской губернии — впервые в России (800 видов растений в трёх выпусках).
- Flora mosquensis exsiccata. Cent. I—V (фр.) // Bulletin de la Société Impériale des Naturalistes de Moscou. — 1850. — Vol. II. — P. 680—681.
- Наблюдения над развитием дикорастущих растений Московской губернии // Журн. сельск. хоз-ва и овцеводства. — 1850. — Вып. 6, 7, 8, 9. — С. 221, 55, 9, 279.
- Поездка в село Моховое Тульской губ. Новосильского уезда, заведываемое г. Мейером // Журн. сельск. хоз-ва и овцеводства. — 1850. — Вып. 10. — С. 3—80.
- Руководство к лесоводству для земледельческих школ. — М., 1851.
- Flora mosquensis exsiccata. Cent. I—V (фр.) // Bulletin de la Société Impériale des Naturalistes de Moscou. — 1851. — Vol. I. — P. 347—350.
- Observations sur les plantes indigènes des environs de Moscou, faites pendant les années 1844, 1845, 1846, 1847 (фр.) // Bulletin de la Société Impériale des Naturalistes de Moscou. — 1851. — Vol. I, IV. — P. 229—268, 519—553. — то же, Erman, Archiv X, 1851, pp. 116—233.
- Высушенные растения воронежской флоры г. Тарачкова [Н. С.]. Четвёртая сотня // Вестн. естеств. наук. — 1856. — Т. 13. — С. 408—412. — о первых эксикатах России.
- Опыты над акклиматизацией различных древесных и кустарниковых пород в Москве // Журн. садоводства, издаваемый Рос. об-вом любителей садоводства. — 1856. — Вып. 2. — С. 27—42.
- Нечто о главнейших ботанических садах в Европе // Журн. садоводства, издаваемый Рос. об-вом любителей садоводства. — 1857. — Т. III. — С. 160—164.
- Простонародные названия русских растений. — Унив. тип. — М., 1858. — 159 с.
- Ботанический словарь или собрание названий, как русских, так и многих иностранных растений на языках латинском, русском, немецком, французском и других, употребляемых различными племенами, обитающими в России. — М., 1859. — XVI, 295 с.
- Ботанический словарь. Справочная книга для ботаников, сельских хозяев, садоводов, лесоводов, фармацевтов, врачей, дрогистов, путешественников по России и вообще сельских жителей. Составил Н. Анненков. — СПб.: Типография Императорской Академии Наук, 1878. — XXI + 645 с.; в дореформенной орфографии — названия растений даны на латыни, русском, французском, немецком, английском языках и на ряде языков народов России.